# Theater District
Le Theater District (littéralement quartier des théâtres) est un quartier de Midtown dans l'arrondissement de Manhattan, à New York. Son nom tient au fait qu'il correspond à la partie de Broadway où l'on retrouve de très nombreux théâtres, cinémas, hôtels, et lieux de divertissement. 
Depuis près de un siècle, le théâtre américain est lié à Broadway. Y jouer ou y être joué est l'ultime reconnaissance du talent. 
Si le premier quartier des théâtres de New york se trouvait autour du City Hall, dès la fin du XIXe siècle, il vint se fixer autour de Broadway, à la hauteur de la 42nd Street. Dans les années 1920, on vit s'implanter les industries du cinéma et s'élever d'immenses movie palaces dans le secteur de Times Square, qui brilla dès lors des mille feux de leurs enseignes au néon. 
La crise du cinéma des années 1950-1960 entraîna la disparition de plusieurs salles et les lumières de Times Square s'éteignirent. Des théâtres furent alors établis plus au nord ou dans les rues latérales. Aujourd'hui, le Theater district rassemble une quarantaine d'établissements situés entre la 40e rue et la 57e rue, la Huitième Avenue et Broadway.